# Udiča
Udiča ist eine Gemeinde in der Nordwestslowakei mit 2249 Einwohnern (Stand 31. Dezember 2024) und gehört zum Okres Považská Bystrica, einem Kreis des Trenčiansky kraj.

## Geographie

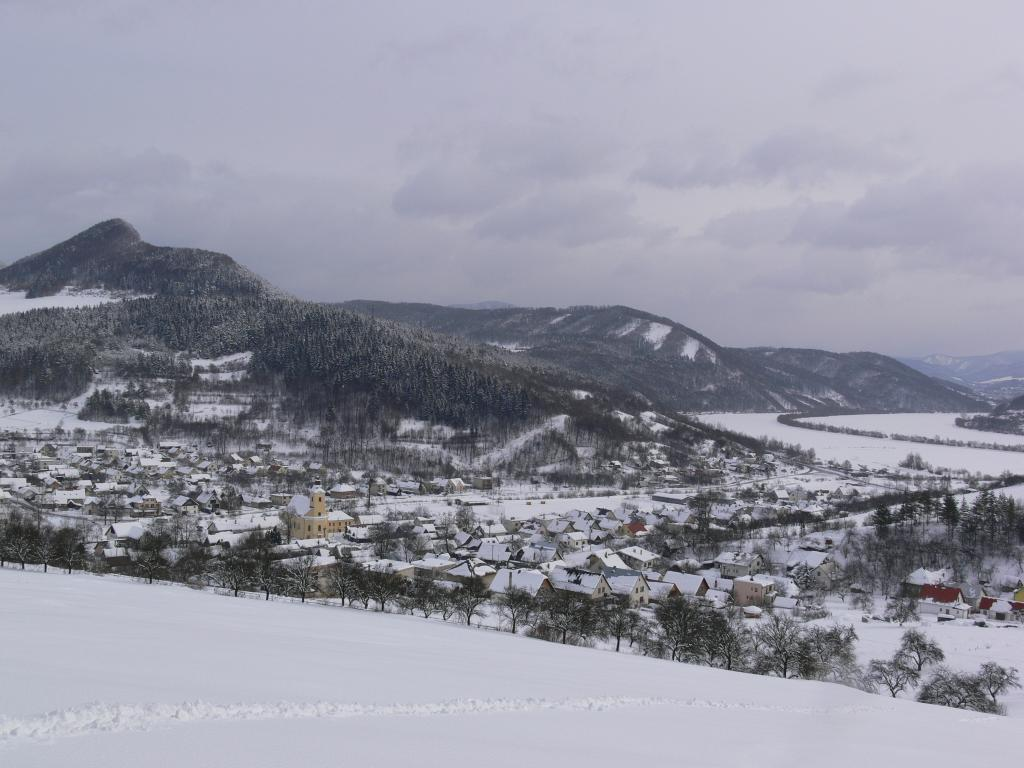
Blick auf den Ort im Winter

Das Gemeindezentrum befindet sich in einem Durchbruchstal der Waag an der Mündung des Baches Marikovský potok in den Fluss, der hier im Stausee Nosice verstaut ist. Nördlich der Gemeinde erhebt sich das Gebirge Javorníky. Das Ortszentrum liegt auf einer Höhe von 282 m n.m. und ist acht Kilometer von Považská Bystrica sowie 11 Kilometer von Púchov gelegen.
Verwaltungstechnisch gliedert sich die Gemeinde in die Gemeindeteile Prosné, Udiča und Upohlav.

## Geschichte

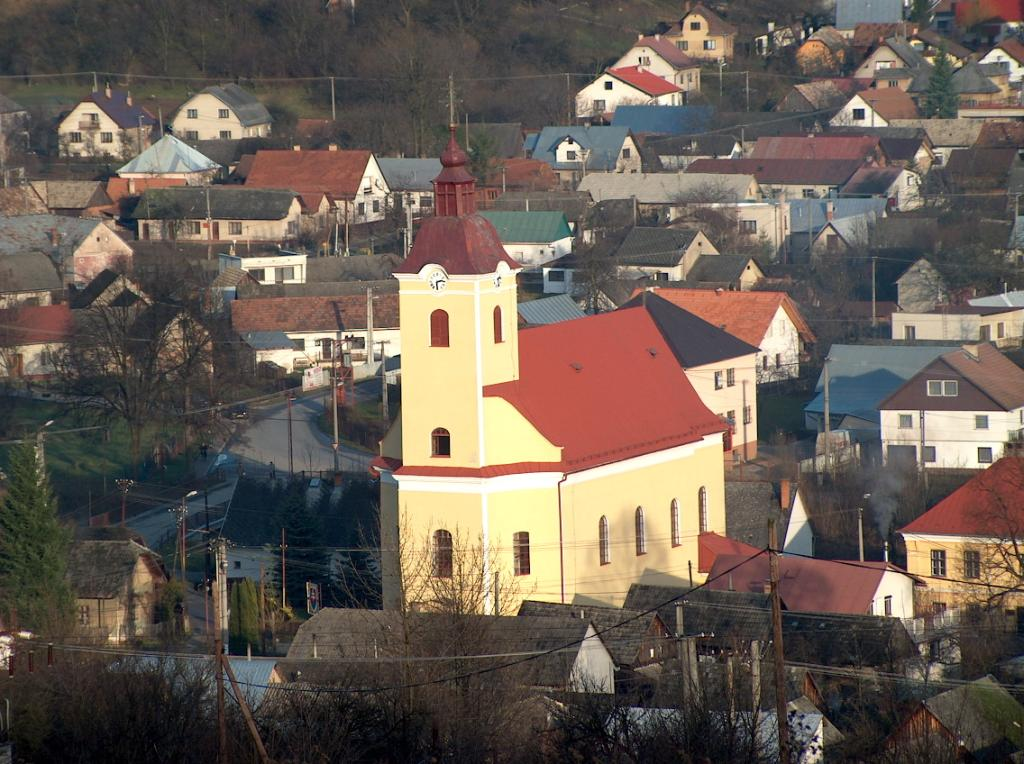
Kirche von Udiča

Udiča wurde zum ersten Mal 1321 als duae willae Wdicha schriftlich erwähnt, also als zwei getrennte Orte namens Wdich(a).
Die heutige Gemeinde entstand 1959 durch Zusammenschluss der Orte Malá Udiča (ungarisch Kisudva, Kisugyics), Okrut (ungarisch Vágköre) und Veľká Udiča (ungarisch Nagyudva, Nagyugyics). In den Jahren 1976 beziehungsweise 1979 kamen noch die Orte Upohlav und Prosné dazu. Okrut wurde 1955 während des Baus der Talsperre überflutet.

## Bevölkerung
| Jahr                | 1994 | 2004    | 2014    | 2024    |
| ------------------- | ---- | ------- | ------- | ------- |
| Anzahl der Personen | 2203 | 2234    | 2193    | 2249    |
| Unterschied         |      | +1,40 % | −1,83 % | +2,55 % |

| Jahr                | 2023 | 2024    |
| ------------------- | ---- | ------- |
| Anzahl der Personen | 2228 | 2249    |
| Unterschied         |      | +0,94 % |

Ergebnisse nach der Volkszählung 2001 (2189 Einwohner):
| Nach Ethnie: - 98,86 % Slowaken - 0,55 % Tschechen - 0,05 % Magyaren - 0,05 % Polen | Nach Religion: - 95,02 % römisch-katholisch - 2,51 % konfessionslos - 1,14 % keine Angabe - 0,59 % evangelisch |

## Sehenswürdigkeiten
- römisch-katholische Kirche im spätbarocken Stil von 1783